# ČSD-Baureihe M 222.0
Die ČSD-Baureihe M 222.0 waren zweiachsige Dieseltriebwagen der einstigen Tschechoslowakischen Staatsbahnen ČSD für den Lokalbahnverkehr.

## Geschichte
Entstanden ist die Serie als Weiterentwicklung der Reihe M 230.101. 1931 wurden zunächst zwei Fahrzeuge und 1932 die restlichen sechs Wagen gebaut. Vorteilhaft für den Betrieb auf steigungsreichen Strecken mit Beiwagen war die Ausführung mit zwei angetriebenen Achsen mit elektrischer Leistungsübertragung. Die angegebenen technischen Daten beziehen sich auf die erste Serie. Die Wagen der zweiten Serie hatten geringfügige Abweichungen.

## Technische Merkmale
Angetrieben war das Fahrzeug von einem Sechszylinder-Dieselmotor von Škoda, der zusammen mit dem daran angeflanschten Generator nach dem System Bosch in einem Hilfsrahmen unterflur angeordnet war. Der Verbrennungsmotor war wassergekühlt. Charakteristisch für die Fahrzeuge von Škoda waren die Kühlelemente auf dem Wagendach angeordnet.
Die elektrische Leistungsübertragung geschah nach dem System Škoda. Die Traktionsfahrmotoren waren als Tatzlager-Fahrmotoren ausgeführt. Der Generator diente zum Starten des Verbrennungsmotors durch eine Batterieanlage.
Der Wagenkasten wurde von den Ringhoffer-Werken hergestellt. Er bestand aus drei Abteilen. In der Mitte war der Fahrgastraum mit einem Sitzplatzangebot von 50 Plätzen. An den Enden befanden sich die Einstiegsräume mit den Führerständen. Der hintere Einstiegsraum war etwas größer gehalten und beinhaltete einen kleinen Gepäckraum sowie eine Toilette. Die Heizung des Abteiles für die Fahrgäste erfolgte durch zwei Kanäle mit den Abgasen des Dieselmotors.

## Einsatz

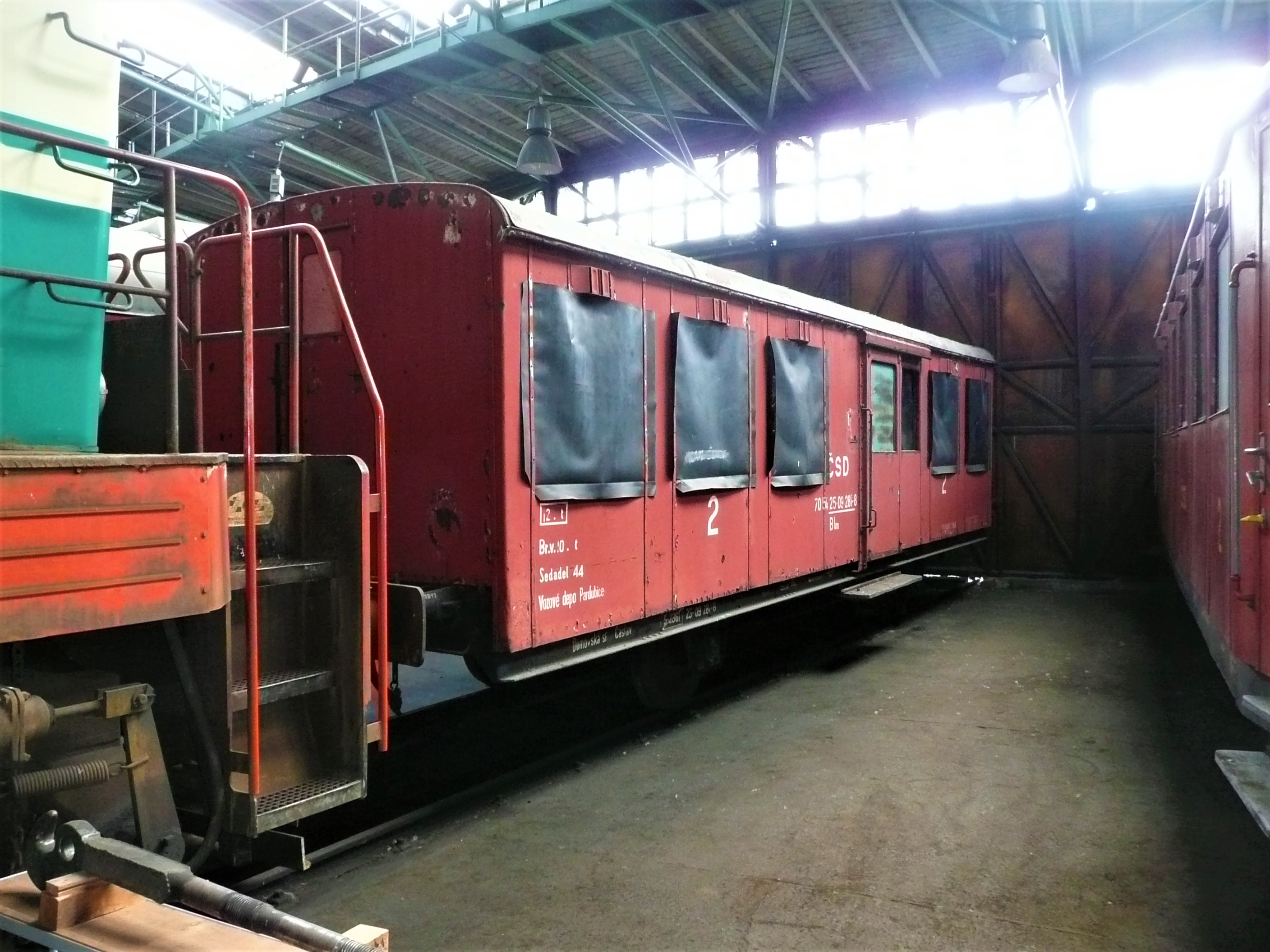
Erhalten gebliebener Beiwagen Clm4 der zweiachsigen Triebwagen vor 1945, ausgestellt im Depot Chomutov des Technischen Nationalmuseums in Prag

Die Triebwagen waren durch die beiden angetriebenen Achsen für den Einsatz auf Bergstrecken besonders geeignet. Das belegen ihre Einsätze auf den Strecken Děčín-Česká Lípa oder Liberec-Tanvald. Eine gewisse Störanfälligkeit des Dieselmotors bewirkte, dass schon 1938 vier Fahrzeuge ausgemustert wurden. Einige Triebwagen wurden mit Benzinmotoren ausgerüstet, die ausgemusterten wurden Beiwagen.
Den Krieg überstanden drei Triebwagen. Als letzter wurde der M 222.006 1952 ausgemustert und an eine Werksbahn in Modřany übergeben. Dabei erhielt er später einen neuen Dieselmotor von einem Lastwagen der Marke Praga V3S. Nach der Beendigung des Werkbahnbetriebes um 1980 wurde das Torso des Wagens in die Sammlung des Technischen Nationalmuseums in Prag (NTM) übergeben. Gegenwärtig besteht ein Basisprojekt zur Wiederherstellung des Fahrzeuges in den betrieblichen Stand. Der Kasten des M 222.002 ist erhalten geblieben und wurde vom NTM als Ersatzteil erworben. Im Jahr 2019 ist der Kasten im Depot Chomutov des Technischen Nationalmuseums in Prag hinterstellt.